# 옥시즌 TV

옥시즌 TV(영어: Oxygen 옥시즌[*])는 미국의 여성 생활 전문 채널이다. NBC 유니버설 소속.

## 연혁
2000년 2월 2일 개국하였으며, 2001년에 케이블TV에서의 방송을 시작했다.

## 채널번호
- DirecTV-251번(SD만 송출)
- Dish Network-127번(SD만 송출)
- AT&T U-verse-1368/368번(HD/SD)
- 버라이즌 FiOS-144/644번(HD/SD)